# トルクメン・ソビエト社会主義共和国

トルクメン・ソビエト社会主義共和国
Түркменистан Совет Социалистик Республикасы (トルクメン語)
Туркменская Советская Социалистическая Республика (ロシア語)

国の標語: Әхли юртларың пролетарлары, бирлешиң! （トルクメン語）
万国の労働者よ、団結せよ！国歌: 
Түркменистан Совет Социалистик Республикасы Дөвлет Гимни（トルクメン語）
トルクメン・ソビエト社会主義共和国国歌
（歌詞付き）

（演奏のみ）

トルクメン・ソビエト社会主義共和国の位置

トルクメン・ソビエト社会主義共和国（トルクメン・ソビエトしゃかいしゅぎきょうわこく、トルクメン語: Түркменистан Совет Социалистик Республикасы、ロシア語: Туркменская Советская Социалистическая Республика）は、ソビエト連邦構成共和国の1つである。ソ連で一番南に位置していた。1991年10月27日、トルクメニスタンとして独立した。

## 建国
ロシア革命後、1917年11月から12月にソビエト権力が樹立され、その領土の大部分はトルキスタン自治ソビエト社会主義共和国の構成下に入った。民族別国家分画の政策の下で1924年10月27日、ソ連の構成下においてトルクメン・ソビエト社会主義共和国が誕生した。

## 消滅
1990年8月22日にトルクメニスタン最高会議は主権宣言を採択し、10月27日に直接選挙による大統領選挙でサパルムラト・ニヤゾフ最高会議議長が98.8%の得票率で当選した。
1991年10月26日の国民投票でソ連からの独立に94.1%が賛成し、翌日の10月27日にトルクメニスタンとして独立した。